# Польская пограничная полоса
Польская пограничная полоса (нем. Polnischer Grenzstreifen; пол. polski pas graniczny) — территории Царства Польского, которые Германская империя хотела аннексировать после окончания Первой мировой войны.
Немецкий план предусматривал создание на территории бывшего Царства Польского в составе Российской империи германского марионеточного государства — Королевства Польского. В июле 1917 года германское военное командование во главе с генералом Эрихом Людендорфом предложило аннексировать пограничную полосу площадью примерно 30 000 км², на которой проживали около 3 миллионов человек. На этой территории находились крупные города: Ченстохова, Калиш, Плоцк и Млава. Польское и еврейское население этих земель должно было быть выселено,чтобы освободить территории для германских колонистов. Полоса отделила бы поляков, проживающих в Пруссии от Королевства Польского. В марте 1918 года план был принят германским правительством, а в апреле получил поддержку прусского парламента.
В ходе Второй мировой войны план был развит нацистами в генеральный план Ост.